# Johann Karl Wilhelm Walther
Johann Karl Wilhelm Walther (auch Johann Walther oder Johann Carl Wilhelm Walther; * 6. Januar 1796 in Leipzig; † 3. Februar 1859 ebenda) war ein deutscher Chirurg und Hochschullehrer.

## Leben
Walthers Leben spielte sich, mit Ausnahme einer längeren Reise, in Leipzig ab. Dort studierte er Medizin mit einem Schwerpunkt auf der Chirurgie. Er wurde 1820 mit der Dissertation De hernia crurali zum Dr. med. promoviert. Anschließend begab er sich auf eine circa dreijährige Studienreise. Nach seiner Rückkehr 1823 habilitierte er sich an der Universität Leipzig. Er lehrte in der Folgezeit als Privatdozent Chirurgie an der Universität.
Walther ließ sich zudem als praktischer Arzt in Leipzig nieder. 1828 wurde er Gerichtswundarzt und zudem später Polizeiarzt. Im Jahr 1830 ernannte man ihn, neben Ernst August Carus und nach dessen Weggang ab 1845 neben Karl Gottlob Francke, zum Leiter der Universitätspoliklinik. 1831 erfolgte seine Berufung als außerordentlicher Professor der Chirurgie an der Leipziger Medizinerfakultät. 1842 wurde er zum ordentlichen Professor ernannt und 1849 in den Ruhestand versetzt. Er lehrte jedoch noch bis 1857 als ordentlicher Honorarprofessor.

## Schriften (Auswahl)
- mit Justus Radius und Michael Jäger: Handwörterbuch der gesammten Chirurgie und Augenheilkunde. 6 Bände, Gebhardt und Reisland, Leipzig 1836–1840:
  - Band I 1836 Abbinden–Atresia vulvae (Digitalisat).
  - Band II 1837 Atrophia–Fascia scapularis (Digitalisat).
  - Band III 1838 Fascia T–formis – Hypopyon (Digitalisat).
  - Band IV 1839 Incontinentia–Opium (Digitalisat).
  - Band V 1839 Orthopaedia-Staphyloma (Digitalisat).
  - Band VI 1840 Staphylorraphia-Zincum (Digitalisat).
- Über die radicale Heilung der Klumpfüße, Übersetzung, Michelsen, Leipzig 1839. (Digitalisat).
- Heilformeln für Aerzte und Wundaerzte, Winter, Leipzig 1857 (Digitalisat).